# Crusafontia
Crusafontia és un gènere extint de mamífer que existí a l'inici del Cretaci. Només és conegut gràcies al descobriment d'algunes dents i se n'ha reconstruït l'aspecte basant-se en els esquelets de parents propers. Probablement es comportava com un petit esquirol, feia uns 10,2 centímetres i vivia als arbres. La seva dieta es componia de nous, fruits i llavors. La forma dels ossos pelvians suggereix que donava a llum cries poc desenvolupades, per la qual cosa Crusafontia hauria pogut ser un marsupial.
Rep el seu nom del paleontòleg català Miquel Crusafont Pairó.